# 幕が上がる
『幕が上がる』（まくがあがる）は、2015年に公開された日本の青春映画。作品および出演者は、日本アカデミー賞、TSUTAYA映画ファン賞、報知映画賞などを受賞。先生役として、黒木華やムロツヨシが、生徒役としてももいろクローバーZのメンバー全員に加えて吉岡里帆、芳根京子、伊藤沙莉らが出演。
原作は、2012年に出版された同名の小説。劇作家である平田オリザが、自らもワークショップなどで関わりを持ち続けてきた高校演劇をテーマに書き下ろし、累計10万部の売り上げを記録した。

## 概要
『踊る大捜査線』シリーズを手がけた本広克行の監督のもと、「世代年代を問わず幅広い方々に共感し感動してもらえる青春映画」を目標に製作された。
第40回報知映画賞では、本広監督の演出生徒役5人（ももいろクローバーZ）の演技が認められ、両者に特別賞が贈られた。第39回日本アカデミー賞の話題賞、TSUTAYA映画ファン賞なども受賞。
出演者や演劇に興味がない人であっても楽しめる作品に仕上がっていると、映画関係者・評論家らは評価をしている。
文部科学省選定作品、東京都優良映画に指定されており、学校の授業などでも活用されている。

## ストーリー
とある地方高校の弱小演劇部。顧問の溝口は演劇の知識も無ければ指導力も無い。部長を務めるさおりに加え、お姫様キャラのユッコ、ムードメーカーのがるる、しっかり者の明美ちゃんなど個性豊かなメンバーがそろう。
かつて「学生演劇の女王」と呼ばれていた新任教師の吉岡との出会いによって、彼女たちの運命は一転。ある日吉岡が、「肖像画」と呼ばれる衝撃的な一人芝居を演じて見せたことをきっかけに、部員たちの潜在能力が開花し始める。
地方大会すら勝ったことのない彼女らであったが、吉岡の「私は行きたいです。君たちと、全国に。行こうよ、全国!!」という気迫の一言に触発され、全国大会を目指し、青春の全てを懸けることに。
そんな折、強豪校の演劇部に属していたはずの中西さんが転校してくる。なかなか心を開かない中西さんであったが、部長のさおりと夜のホームで語り合い、辞めた経緯を明かす。しかし、さおりのある言葉によって、彼女は再び演劇の道を進むことを決意。
新たな仲間を加えた演劇部は『銀河鉄道の夜』を大会での演目に決め、合宿のため上京。高層ビル群の星のような輝きに浸る少女たち。そして、練習に明け暮れる日々が始まった。
高校の演劇大会は年にたったの一度、負けたらそこで終わりの一発勝負。吉岡は「答えはすべて稽古場にある」と励ます。ひたむきに青春を駆け抜けた彼女らが、最初の難関である地区大会に挑む。
だがその頃、吉岡の心にはある迷いが生じる。上京した際に会った演出家から役者としての才能を認められ、演劇の世界へ誘われていたのだ。教師を辞める決意をする吉岡
――そして演劇部に運命の瞬間が訪れる。

## 主なキャスト
高橋さおり（さおり）
演 - 百田夏菜子
静岡県立富士ケ丘高等学校 演劇部3年生。
橋爪裕子（ユッコ）
演 - 玉井詩織
同校演劇部3年生。
西条美紀（がるる）
演 - 高城れに
同校演劇部3年生。
中西悦子（中西さん）
演 - 有安杏果
同校演劇部3年生。
加藤明美（明美ちゃん）
演 - 佐々木彩夏
同校演劇部2年生。
高田梨奈
演 - 伊藤沙莉
同校演劇部2年生。
成田香穂
演 - 大岩さや
同校演劇部2年生。
村上舞
演 - 吉岡里帆
同校演劇部2年生。
坂下綾乃
演 - 金井美樹
同校演劇部1年生。
袴田葵
演 - 芳根京子
同校演劇部1年生。
松永美緒
演 - 那月千隼
同校演劇部1年生。
八木美咲
演 - 松原菜野花
同校演劇部1年生。
吉岡美佐子先生
演 - 黒木華
同校・新任の先生。
溝口先生（グッチ）
演 - ムロツヨシ
同校・演劇部顧問。
滝田先生
演 - 志賀廣太郎
同校・国語教師。
杉田先輩
演 - 秋月成美
同校・演劇部OG。
生徒会長
演 - 大西礼芳
さおりのお母さん　
演 - 清水ミチコ
さおりのお父さん
演 - 片山正通
ユッコのお父さん
演 - 天龍源一郎
がるるのおじいちゃん
演 - 笑福亭鶴瓶
中西さんのお母さん
演 - 内田春菊
中西さんのお父さん
演 - 藤村忠寿
明美ちゃんのお母さん
演 - 辛島美登里
明美ちゃんのお父さん
演 - 松崎しげる
ライバル校の顧問
演 - 畑澤聖悟

## 製作
監督の本広克行は仕事はあるものの、昔ほど映像制作に熱中できなくなってきたことから映像監督を辞めようかと思い悩んでいた。
そんな折に、平田オリザの「現代口語演劇理論」を知り、新たな活路を見い出すこととなった。平田の主宰する劇団「青年団」に興味を持ち、2010年には舞台『演劇入門』の演出を担当するまでになる。
そして、平田の小説『幕が上がる』を「自分の作った青春ドラマや映画で一番見たくなる作品にしなくては、という異常な使命感を持ち」、監督業としての集大成とすべく映画化にこぎつけたとしている。
映画のテーマは「あきらめない心」であり、本広が主役に抜擢したのは、ももいろクローバーZとしても活躍するメンバー5人（当時）である。
5人は、数人の客しか集まらなかった路上ライブから始まる数々の試練を経て、女性グループ初となる国立競技場ライブの実現まで辿り着いたという経歴を持つ。本広は、「本当の喜び、悲しみ、大切なことに気づききらめいていくというストーリーに、今、もっとも輝いている少女たちに演じてもらいたい」想いがあったと明かしている。
メンバー全員が北川景子・柴咲コウ・竹内結子らを擁する俳優事務所スターダストプロモーションに所属しており、結成（2008年）以前から演技レッスンを重ねてきていた。
映画『シロメ』やNHKクリスマスドラマ『天使とジャンプ』ですでに5人での主演経験もあることに加え、今回の撮影に先立って平田オリザによる演劇ワークショップを約25時間に渡って受講。平田は総括として、「彼女たちは、このひと夏で、役者として驚異的な成長を遂げました」と講評した。
脚本は、映画『桐島、部活やめるってよ』（2012年）で日本アカデミー賞優秀脚本賞を受賞した喜安浩平が担当。原作では演劇の楽しい側面ばかりに焦点が当てられていたが、喜安は本業の舞台役者として抱き続けてきた「迷い」も主人公らに投影。”何のために演じ続けているのか”、そしてどんなに上達しても拭えない「不安感」の正体に迫るストーリーとなった。配役は個人面談により決定し、本人の個性を活かした脚本が書き下ろされた。
1年前からスケジュールが確保され、2か月間をほぼ撮影にあてることができた。プロデューサーの守屋圭一郎は、5人が現場どころか移動の車でも台本を見ないことを挙げ、「セリフを完璧に頭に入れて来ていることに驚きました」と述べている。監督の本広も、「若い女優さんだと、待ち時間に寝ちゃったりするんですけど、彼女たちは一切そういう瞬間を見たことがない。その姿勢がスタッフにも移り、いい作品にしようといういい効果が生まれています」と評価した。
また監督は、「80年代頃の骨太なアイドル映画を狙いたい」などと話し、クランクイン前にアイドル映画の名手・大林宣彦のもとを訪ね、制作方法のアドバイスをもらった後、本作の演出に挑んだ。女優としての成長過程も浮き彫りにするため、順撮り（物語の時系列どおりの撮影方法）を採用した。

## 公開
宣伝予算が通常の映画の3分の1しかなく、上映館数も127館と小規模であったため、「史上最大のプロモーション大作戦」と銘打った低予算・口コミ重視のキャンペーンが展開された。
一般公開前の2月13日より1か月以上をかけて、主演キャストが手分けをする形で全ての上映館を廻り、舞台挨拶付上映を実施。2月20日には、さぬき映画祭でライヴとトークイベント付先行上映を行い、全国の映画館でもライブビューイングを開催した。
このプロモーションが奏功し、2月28日からの一般公開週末2日間で観客動員数は5位、興行収入は『アメリカン・スナイパー』、『ベイマックス』、『テラスハウス クロージング・ドア』に次ぐ4位にランクインした。トップ10に入った映画の中で上映館数が2番目に少なかったため、1館あたりの平均興行収益では『アメリカン・スナイパー』に次ぐ2位であった。
一部の劇場では6月までロングラン上映が行われ、その後に上映を開始した劇場もあった。

## 作品の評価
山田洋次をはじめとする複数の映画監督から高く評価されており、東京国際映画祭などで数々の受賞経験のある松江哲明も、2015年1月の試写会後に次のようにコメントしている。
コラムニストの三浦崇宏も本作を「アイドル映画ではない」とした上で、仕事に悩みを抱えた人たちが観ても勇気づけられ、辛い出来事をどう解釈し乗り越えるかのヒントが得られる作品だと評した。
加えて、生徒役の自然な演技に対して肯定的な意見が多く挙がっている。『転校生』、『時をかける少女』などの青春映画を手がけてきた監督・大林宣彦は以下の様に述べている。
また、数々の文学賞を受賞している映画評論家の川本三郎は、主演の5人の存在を知らないとしながら、以下の様に論じた。
演劇ワークショップに携わる田野邦彦（特定非営利活動法人 PAVLIC代表）は、「（上映時間の）110分過ぎくらいまで、ももクロの映画だってことすっかり忘れてた」と述べるなど、いわゆる「アイドル映画」としては捉えられていない向きがある。この点に関して『日経エンタテインメント』は、「ファン以外も楽しめる上質の映画に仕上がった理由のひとつは、通常の映画ではなかなかできない周到な準備をしたことにある」と分析している。
以下は『シネマトゥデイ』に掲載された、編集部認定の専門家によるレビュー・スコアである。
| 専門家                       | スコア   | 要点 |
| ---------------------------- | -------- | --- |
| くれい響（映画評論家）       | 4/5stars | 近年の本広監督作品では「断トツの出来」であり主演の5人に女優魂を感じるとしながらも、ストーリーが原作を活かしきれていない点に関して批判している。 |
| ミルクマン斉藤（映画評論家） | 5/5stars | 「自分のやりたいこと・やるべきことを見つけていく過程」と、その先にある「人間の至福と苦悶」を描いた普遍的な作品だと評している。                  |
| 清水節（編集者･映画評論家）  | 5/5stars | 5人が演技を通して「アイドルの仮面を脱ぎ、思春期の素を露わにする」瞬間を丁寧にすくいとった、ドキュメントの様な作品だと評している。               |

## 受賞歴
- 第40回報知映画賞
  - 特別賞（ももいろクローバーZ、本広克行）[3][31]
- 第89回キネマ旬報ベスト・テン[32][33]
  - 助演女優賞（黒木華、『母と暮せば』『ソロモンの偽証』と合わせて受賞）
- 第70回毎日映画コンクール[2]
  - TSUTAYA映画ファン賞・日本映画部門
- 全国映連（映画愛好者による全国組織）による賞[34]。
  - 2015年日本映画ベストテン 入賞
  - 女優賞（黒木華、『母と暮せば』『繕い裁つ人』『ソロモンの偽証』と合わせて受賞）
- 第39回日本アカデミー賞
  - 話題賞 俳優部門（ももいろクローバーZ）[1]

## 公的機関による推奨
- 東京都優良映画[11]
- 静岡県優良映画（中学生以上向き）[35]
- 文部科学省選定（少年・青年・成人向き）[10]

## 映画誌などでの特集
すべて2015年、主なもののみ
- キネマ旬報 12月下旬号
- キネマ旬報 3月上旬号 - 表紙 & 28ページに渡る特集
- キネマ旬報 3月下旬号
- キネマ旬報 別冊『アクチュール』 3月号
- ピクトアップ #93 - 表紙 & 41ページに渡る特集
- 別冊FLIX Vol.2 - 表紙 & 28ページに渡る特集
- クイック・ジャパン 118号 - 表紙 & 100ページに渡る特集
- 日経エンタテインメント 3月号 - 表紙 & 19ページに渡る特集

## Blu-ray & DVD、動画配信
映像作品として発売されているのは「Blu-ray豪華盤」「Blu-ray通常盤」「DVD通常盤」の3形態。副音声としてオーディオコメンタリーが収録されている（主演の5人、本広監督、片山プロデューサー、守屋プロデューサーが出演）。発売日は2015年8月5日。各種動画プラットフォームでも有料配信されている（#外部リンク参照）。
「Blu-ray豪華盤」にはボーナスディスクが付属し、以下の内容が収められている。
- 劇中劇・ロミオとジュリエット
- 劇中劇・肖像画（フル版）
- 劇中劇・銀河鉄道の夜（フル版）
- 未公開集（映画本編に使用されていない「長回し」などの映像）
- イベント集（完成披露試写会、初日舞台挨拶、行ったぞ！舞台挨拶全国行脚最終日）
- 公開記念特別番組『ももいろ演出論』（劇場公開時にテレビ放送された番組）
- 公開記念メイキング番組『「幕が上がる」のここが熱い！』（同上）

また店舗レンタル用DVDには、上記とは異なる映像特典（サイネージムービー）が収録されている。

## 主題歌・サウンドトラック
- 青春賦 - 主題歌と挿入歌の全4曲を収録
- 映画「幕が上がる」オリジナル・サウンドトラック - 全26曲と、映画のハイライトシーンの音声を収録

## ドキュメンタリー映画
『幕が上がる、その前に。彼女たちのひと夏の挑戦』（まくがあがる、そのまえに。かのじょたちのひとなつのちょうせん）というドキュメンタリー映画が『幕が上がる』の制作現場の舞台裏に約400時間にわたって密着して製作され、2015年3月11日から劇場公開された。
ももいろクローバーZのメンバーたちが、映画原作者で劇作家・演出家の平田オリザによるワークショップを通じて“演じる”ことを学び、撮影に臨む姿を追ったメイキングドキュメンタリー。
本編94分で「Blu-ray」「DVD」の2形態で発売され、DVDのみレンタルにも対応している。発売日は2015年8月5日。

## 原作小説
平田オリザが提唱する、自然な会話とやりとりで舞台を進行する現代口語演劇理論というものが、ストーリーの中で示されている。文体にもその理論が反映され、「…って感じ」「…みたいな」「…とか」といったカジュアルでつたない言い回しによる、主人公の一人称語りが多用されている。
書評家の土佐有明は、「『感動的』と評されることの多い本書だが、その感動はこうした細部への巧緻な配慮に支えられている」と評価した。また、俳優の堺雅人が推薦をしており、「スタニスラフスキーに『俳優修業』という役者の教科書みたいな本があるけれど、これはまるで『演出修行』」だと評した。
「幕が上がる」は、同名で3種類の本が出版されている。1つめは2012年に平田オリザが書き下ろした単行本（ISBN 978-4-06-218070-2）。2つめはそれを文庫本として出版したもの（講談社文庫、ISBN 978-4-06-293001-7）。3つめは古閑万希子が映画をノベライズしたもの（講談社青い鳥文庫、ISBN 978-4-06-285472-6）。
このうち1つめ2つめと、3つめの間には内容に相当の差異があるため、前2者を「小説版」、後1者を「ノベライズ版」として、区別して記載する。

### 小説版

#### 主な登場人物
- さおり（高橋さおり）：演劇部3年生
- ユッコ（橋爪裕子）：演劇部3年生
- ガルル（西条美紀）：演劇部3年生（映画版はひらがなの「がるる」だが、文庫版はカタカナの「ガルル」）
- わび助（桃木）：演劇部2年生
- 中西さん（中西悦子）：演劇部3年生
- 孝史先輩：さおり達の1年先輩
- 明美ちゃん：わび助と2人だけの2年生
- 成田さん：演劇部1年生
- 溝口先生：演劇部顧問
- 滝田先生：国語科の教師
- 吉岡先生（吉岡美佐子）：演劇部副顧問

#### 映画版との違い
- 舞台となっている高校は、映画版では「静岡県立富士ケ丘高等学校」であるが、小説版では群馬県の公立高校である（名称は記載されていない）
- 映画版では演劇部員が全員女性であるが、小説版では男子部員もいる
- エピソードが多く、具体的な演劇の技術やノウハウなども盛り込まれている
- さおりたちが3年になったときの新入生歓迎公演は、映画版では「ロミオとジュリエット」を演じて失敗するが、小説版では他校の先生が書いた既存の台本を基に演じて好評となる
- 中西さんの転校時期は、映画版では「肖像画」を学内で演じる前だが、小説版では学内で演じた翌々日
- 部員と吉岡先生は、映画版ではたまたま美術室で稽古をしたことで知り合うが、小説版では「大学で演劇をしていた」という噂が先に流れ、噂をもとに部員が会いに行く
- さおりと中西さんが全国大会に行くシーンは、映画版ではボランティアスタッフとして参加するが、小説版では普通の見学者として参加する
- さおりが「銀河鉄道の夜」を題材にすると決めるきっかけは、映画版では夜に入線する電車を見て中西さんがつぶやいた台詞だが、小説版では車窓からの夜空を見てさおりがつぶやいた台詞
- 中西さんの転校理由は、映画版では声がでなくなったことだが、小説版では顧問の先生との不和がきっかけ
- 映画版では県大会の幕が上がったところで終わっているが、小説版では翌年の全国大会にさおりたちが応援に行くシーンまで記載されている

### ノベライズ版
映画版を元にノベライズしたもので、児童向け小説という青い鳥文庫の性質上、数字以外の漢字や英語にはルビがついている。

#### 映画版との違い
- さおりの夢のシーンや、カメオ出演している役者のシーンといった、映画の「遊び」の部分が全てカットされている
- 1、2年生が各3人（映画版では各4人）
- 溝口先生がしっかりものとして描写されている（映画版では狂言回し）
- さおりが部長を引き受けさせられた場所や、中西さんに初めて声をかけたときの場所等が違う
- さおりが「銀河鉄道の夜」を題材にすると決めたきっかけとなる中西さんの台詞が、映画版では夜に入線する電車を見てつぶやいたものだが、ノベライズ版では夜空を見てつぶやいたもの
- ショッピングセンターで、ももクロでは赤担当の百田演じるさおりがアイスティー（赤）を、緑担当の有安演じる中西さんがメロンソーダ（緑）を飲むシーンがあるが、ノベライズ版ではさおりがメロンソーダを、中西さんがアイスティーを飲んでいる

## 舞台

### 2015年版
2015年5月1日 - 5月24日、Zeppブルーシアター六本木において上演された。演出は映画版の監督を務めた本広克行、脚本は原作の作者でもある平田オリザが新たに書き下ろした。主要キャストは映画版と同じだが、下級生役については演者の変更が行われた。
舞台は映画のストーリーをそのままなぞったものではなく、原作の一部分を深く掘り下げ、原作や映画には描かれない登場人物の心情に焦点を当てた内容となっている。実際、舞台には登場していないが、映画に登場していた「吉岡先生」や「グッチ」といった人物の名前が出されている。しかし、学校の設定が微妙に異なり、下級生の学年の変更、名前の変更なども行われ、パラレルワールド的な要素も存在する。
平田オリザ率いる青年団の演劇では、客入れの時点から演者が演技を始める「0場（ゼロば）」というものが特徴的で、本作でも0場が行われた。ムロツヨシや志賀廣太郎、笑福亭鶴瓶が特別出演した公演回もあった。
5月24日の千秋楽公演は全国の40の映画館にてライブビューイングが実施された。

#### ストーリー（2015年版）
地区大会を無事通過した演劇部だが、精神的支柱であった吉岡先生が学校を退職してしまった。県大会出場のために、残された部員達はさおりを中心に稽古を続けるが、吉岡先生がいなくなったショックは非常に大きかった。
部員たちは落ち込んでしまい、部活を休む生徒も出てくる。一方、さおりは吉岡先生のことに言及することを拒絶するほど気負いすぎてしまう。
そんな中、さおりが改変したセリフを中西さんが声に出せなかったことをきっかけとして、3年生の間で話し合いがもたれた。その過程でさおりは精神的に成長することで気負いがとれ、さおりを中心とした演劇部は再び活気を取り戻す。

#### キャスト（2015年版）
高橋さおり（さおり）
演 - 百田夏菜子
静岡県立富士ケ丘高等学校（パンフレットでは私立） 演劇部3年生
橋爪裕子（ユッコ）
演 - 玉井詩織
同校演劇部3年生
西条美紀（がるる）
演 - 高城れに
同校演劇部3年生
中西悦子（中西さん）
演 - 有安杏果
同校演劇部3年生
加藤明美（明美ちゃん）
演 - 佐々木彩夏
同校演劇部2年生
村上舞
演 - 藤松祥子
同校演劇部2年生
松永美緒
演 - 多賀麻美
同校演劇部2年生
成田香穂
演 - 井上みなみ
同校演劇部2年生
袴田葵
演 - 芳根京子
同校演劇部1年生
坂下綾乃
演 - 金井美樹
同校演劇部1年生
高田梨奈
演 - 伊藤沙莉
同校演劇部1年生
八木美咲
演 - 坂倉花奈
同校演劇部1年生

#### スタッフ（2015年版）
- 原作・脚本 - 平田オリザ
- 演出 - 本広克行
- 美術 - 土岐研一
- 照明 - 佐藤啓
- 音響 - 井上正弘
- 演出助手 - 草光純太
- 舞台監督 - 本田和男
- 主催 - Zepp ブルーシアター六本木運営委員会
- 協力 - 映画「幕が上がる」製作委員会
- 企画製作 - 株式会社パルコ

#### Blu-ray & DVD（2015年版）
2017年3月28日発売。舞台の千秋楽の模様を収録している。「舞台「幕が上がる」［ブルーレイ特装盤］」「舞台「幕が上がる」（DVD）」の2形態。
副音声としてオーディオコメンタリーを収録（ももいろクローバーZと本広監督が出演）。また特典映像として、映画版で溝口先生役を演じたムロツヨシが舞台鑑賞に来た際に、特別出演した「0場」（本編開始前）の映像を約33分収録している。
「ブルーレイ特装盤」の特典は下記の３つ
- 96ページ写真集
- 特製三方背ケース
- オリジナルポストカード

### 2023年版
2023年7月12日 - 7月17日、サンシャイン劇場において上演された。演出・脚本は久保田唱。

#### キャスト（2023年版）
さおり
演 - 森本茉莉（日向坂46）
ユッコ
演 - 山口陽世（日向坂46）
中西さん
演 - 浜浦彩乃
ガルル
演 - 高井千帆　
わび助
演 - 宮本龍之介
明美ちゃん
演 - 飛香まい
成田さん
演 - 高野渚
高田さん
演 - 竹内麗
孝史先輩
演 - 宮地樹（劇団4ドル50セント）
さおり父
演 - 千賀功嗣（劇団俳優座）
さおり母
演 - 田野聖子
吉岡先生
演 - 片山萌美
溝口先生
演 - なだぎ武
滝田先生
演 - 酒井敏也

#### スタッフ（2023年版）
- 原作 - 平田オリザ
- 演出・脚本 - 久保田唱
- 主催 - （株）キョードーファクトリー
- 後援 - 公益社団法人としま未来文化財団
- 企画製作 - 舞台「幕が上がる」製作委員会

### 2024年
2024年8月21日 - 8月25日、シアター1010において上演された。演出・脚本は2023年版から引き続き久保田唱。

#### キャスト（2024年版）
さおり
演 - 須藤茉麻
ユッコ
演 - 夏目愛海
中西さん
演 - 加藤夕夏
ガルル
演 - 七瀬恋彩
わび助
演 - 寶珠山駿
明美ちゃん
演 - 湯本亜美
成田さん
演 - 春名真依
高田さん
演 - 竹内麗
孝史先輩
演 - 神澤直也
さおり父
演 - 森山栄治
さおり母
演 - 南園みちな
吉岡先生
演 - 栗山絵美
溝口先生
演 - 我膳導
滝田先生
演 - 鈴木健介

#### スタッフ（2024年版）
- 原作 - 平田オリザ（講談社）
- 脚本・演出 - 久保田唱
- 演出助手 - 高島紀彦
- 衣裳 - 加藤佑里恵
- ヘアメイク - 成谷充未
- 舞台監督 - 今泉馨
- 舞台美術 - 濱田真輝
- 音響 - 長谷部昭雄
- 音楽 - 三善雅己
- 照明 - 橋本剛
- 映像 - 曾根久光
- ビジュアルスチール撮影 - 橋本顕（gekichap）、長橋有沙（gekichap）
- 配信 - 三浦翔、宇川祐太朗
- 制作 - ヤマハMEH、T-gene、ボクラ団社
- プロデューサー - 竹澤寿之
- 主催・企画制作 - キョードーファクトリー
- 共催 - 箕面市立文化芸能劇場（大阪公演）
- 後援 - 足立区（東京公演）、箕面市/箕面市教育委員会（大阪公演）